# 爱的魔法
《爱的魔法》是築地俊彥在月刊Dragon Magazine连载的輕小说，由駒都英二繪製插畫。后被改编为電視动画。故事情節为恋爱喜劇。
原作小說自2001年10月起陸續集結成册，至2015年3月正式完結，總計發行33冊。

## 故事
魔法存在的世界裡，每個人一生所能夠使用的魔法次數是與生俱來決定好的。依素質不同，有多的人、也有極度少的人。而一旦將魔法次數用盡的話，身體會化為灰燼死亡。故事從三名美少女，突然出現在就讀於菁英魔法師養成學校－－葵學園的平凡高中生「式森和樹」面前開始。她們的目的竟然是他的遺傳因子（簡單說就是身體）。其實式森和樹的祖先中有出現過多位偉大的魔法師，據說和他所生下來的小孩很有可能擁有驚人的魔力，拜遺傳因子之故，沒什麼魔力的他能夠進入這間學校。就這樣，平凡的日常不再，開始了波瀾萬丈的學校生活。

## 主要登場人物
式森和樹（しきもり かずき）（聲優：阪口大助）
二年級B班，是本作品的主角。沒女孩緣，成績差，體育又不行，而且可使用魔法次數只有8次(之後不斷減少)，是整所學校之中魔法資質最差的人，但是因為祖先中有許多優秀傑出的魔法師，所以他擁有非常優秀的遺傳因子同時也擁有極強大的魔力，使得他成為眾女性的追求目標。
式森家的祖先為神野氏，家族代代沒有甚麼魔力，但因為家族歷代與許多魔法師家族通婚因而自身混合了許多的古今東西極度優秀的魔法師血統，可以說是魔法基因的储存與管理者。
宮間夕菜（みやま ゆうな）（聲優：生天目仁美）
二年級B班，是本作品的女主角。因為小時候與和樹的約定，所以立志當和樹的新娘。目前也以這個目標陪在和樹身邊，負責阻擋任何想要跟他交往的女性，是一位超級醋罈子，常常因為和樹與其他女生太過接近，因而暴走，其魔法威力不容小覷。
能使用魔法的次數是二十一萬次。
（聲優：松岡由貴）
三年級，是爆發戶風椿家的千金。因為被家族指派爭奪和樹的遺傳因子以光大家業，而接近和樹，最後愛上和樹，是一位自尊心強，才貌兼具的女強人，作風大膽十分開放。
能使用魔法的次數是十四萬五千次。
神城凛（かみしろ りん）（聲優：豬口有佳）
一年級，神城家族的分家，因某些原因而成為本家的繼承人，劍道高手。為了振興落没的家業，被本家下令奪取和樹的遺傳因子，是一位不低頭，而且十分容易害羞的女孩。原本十分討厭和樹，甚至想殺了和樹，但是，在感受到他的温柔的过程中，心理渐渐地发生了变化，喜欢上了式森和树，但由于害羞而不敢表达出来。但从她的表现和言语上都体现出来了，她的一切都被风椿玫里子看出来了。在后来还式森灰的时候也能看出来。以及大结局时也能看出。再就是之前她对式森说过的一件自己很喜欢的东西，后来送给了式森，嘴上说没什么，但实际上是喜欢式森的。认为式森是很有忍耐力的。能使用魔法的次數是十七萬六千三百次。
山瀨千早（やませ ちはや）（聲優：中原麻衣）
二年級F班，和樹的青梅竹馬。因為小時候跟和樹的約定，而默默的愛著和樹，成績相當的好，動畫中出場時間並不多，因為動畫設定中搬家到京都。
粟丘舞穗（くりおか まいほ）（聲優：千葉千恵巳）
在動畫中最後一集的片尾才出現的小蘿莉，因為和樹的溫柔，所以自己決定當和樹的新娘。看似是伏筆，但是時間已久動畫第2部似乎沒有製作的消息。
紅尉晴明（あかい はるあき）（聲優：辻谷耕史）
保健室老師。魔法能力非常強，雖然行事作風非常古怪，但是一約定好的事情，一定會辦妥，是一位十分值得依靠的老師。似乎活了相當長的時間，非常喜歡B班班主任，但始終被拒絕。
紅尉紫乃（あかい しの）（聲優：鷹森淑乃）
紅尉晴明的妹妹，對收集靈魂十分有興趣。有一段感傷的過去，喜歡和樹的某位先祖，但因故而無法在一起，似乎活了相當長的時間，與華怜是情敵。
尋崎華怜（ひろしざき かれい）（聲優：篠原恵美）
男生宿舍管理員，最後變成男女宿舍管理員。有一段感傷的過去，喜歡和樹的某位先祖，但因故而無法在一起，似乎活了相當長的時間，與紫乃是情敵。
伊莉莎白
百年小蘿莉幽靈，曾發誓儘管變成幽靈也要復興家族，因為其母親與玖里子十分相像，而寄宿在玖里子家中/身體內。
伊庭薰（伊庭）（聲優：野田順子）
宮間健太郎（みやま けんたろう）
宮間由香里（みやま ゆかり）

在登場的女僕，女僕愛好團體MMM（もっともっとメイドさん）第五裝甲獵兵侍女中隊的大尉（HouseKeeper）。德國人。經常保持冷靜沈著，持了家事萬能以外，從看護到駕駛戰鬥機都得心應手的超級女僕，不過遇到和樹的事情時會失去冷靜。為了讓和樹成為次期主人，相當積極地接近。喜歡和樹，想要讓他忘掉夕菜。

## 書籍情報
1. ISBN 4-8291-1387-1
2. ISBN 4-8291-1528-9
3. ISBN 4-8291-1727-3
4. ISBN 4-8291-1861-X

1. ISBN 4-8291-1397-9
2. ISBN 4-8291-1419-3
3. ISBN 4-8291-1448-7
4. ISBN 4-8291-1507-6
5. ISBN 4-8291-1555-6
6. ISBN 4-8291-1575-0
7. ISBN 4-8291-1597-1
8. ISBN 4-8291-1623-4
9. ISBN 4-8291-1685-4
10. ISBN 4-8291-1697-8
11. ISBN 4-8291-1755-9
12. ISBN 4-8291-1808-3
13. ISBN 978-4-8291-1894-8
14. ISBN 978-4-8291-1963-1
15. ISBN 978-4-8291-3280-7
16. ISBN 978-4-8291-3378-1
17. ISBN 978-4-8291-3436-8
18. ISBN 978-4-8291-3504-4
19. ISBN 978-4-8291-3568-6
20. ISBN 978-4-8291-3615-7
21. ISBN 978-4-8291-3836-6
22. ISBN 978-4-04-070547-7

1. ～凜の巻～　ISBN 978-4-8291-3255-5

1. ISBN 4-8291-1470-3
2. ISBN 4-82911650-1
3. ISBN 4-8291-1835-0
4. ISBN 978-4-8291-1912-9
5. ISBN 978-4-8291-3323-1
6. ISBN 978-4-8291-3902-8

## 動畫
在WOWOW頻道，自2003年10月14日播放到2004年4月6日。另外2006年10月在CS・AT-X頻道（日本）播放。全24話。

### 工作人員
- 導演：木村真一郎
- 系列構成：滝晃一
- 人物設定：新田靖成
- 監督補佐：長井龍雪
- 美術監督：本間禎章、小林七郎
- 色彩設定：石田美由紀
- 撮影監督：鈴木洋平
- 音響監督：高寺雄
- 音楽：4Peace
- 音楽製作：
- 動畫制作：J.C.STAFF
- 製作：

### 主題歌
片頭曲
- 「愛的魔法（恋のマホウ）」（2～24話）

作詞・作曲・編曲：十川知司
歌：ICHIKO
片尾曲
- 「We'd get there someday」

作詞・作曲：ICHIKO，編曲：十川知司
歌：ICHIKO（1～23話）、葵学園3人娘（生天目仁美・松岡由貴・猪口有佳）（24話）
插入曲
- 「恋はイヤイヤ」

作詞・作曲・編曲：Harry‧J
歌：葵学園3人娘（生天目仁美・松岡由貴・猪口有佳）（20話）

### 各話标题
| 話数 | 标题      | 脚本            | 分镜       | 演出             | 作画監督                            | 总作画監督        |
| ---- | --------- | --------------- | ---------- | ---------------- | ----------------------------------- | ----------------- |
| 1    | 我來了…   | 瀧晃一          | 長井龍雪   | 長井龍雪         | 藤井昌宏 大木良一                   | 新田靖成          |
| 2    | 下雪了…   | 瀧晃一          | 長井龍雪   | 土屋日           | 南伸一郎                            | 新田靖成          |
| 3    | 出現了…   | 佐藤勝一        | 別所誠人   | 水無月弥生       | 梶谷光春                            | 藤井昌宏          |
| 4    | 看到了…   | 白根秀樹        | 葛谷直行   | いとがしんたろー | 石井ゆみこ 増谷三郎                 | 新田靖成 藤井昌宏 |
| 5    | 完成了…   | 小山高生        | 伴次郎     | 長瀬流           | 大木良一 田中基樹                   | 新田靖成          |
| 6    | 露餡了…   | 上江洲誠 瀧晃一 | 伊藤真朱   | 伊藤真朱         | 梶谷光春 井嶋けい子 大木良一        | 藤井昌宏          |
| 7    | 遇見了…   | 瀧晃一          | 江上潔     | 土屋日           | 南伸一郎                            | 新田靖成          |
| 8    | 做了…     | 佐藤勝一        | しまづ聡行 | 柳伸亮           | 大河原晴男                          | 藤井昌宏          |
| 9    | 泡過了…   | 白根秀樹        | 小瀧礼     | 鎌仲史陽         | 日高真由美                          | 新田靖成          |
| 10   | 變長了…   | 小山高生        | 葛谷直行   | 長井龍雪         | 増谷三郎 川口敬一郎                 | 藤井昌宏          |
| 11   | 打開了…   | 佐藤勝一        | 長井龍雪   | 米田光宏         | 伊藤良明                            | 新田靖成          |
| 12   | 消失了…   | 瀧晃一          | 木村真一郎 | 伊藤真朱         | 大木良一                            | 藤井昌宏          |
| 13   | 逝者歸來… | 瀧晃一          | 江上潔     | 高橋滋春         | 南伸一郎                            | 新田靖成          |
| 14   | 上當了…   | 白根秀樹        | 柳伸亮     | 柳伸亮           | 大河原晴男                          | 藤井昌宏          |
| 15   | 升天了…   | 小山高生        | 鎌仲史陽   | 鎌仲史陽         | 日高真由美                          | 新田靖成          |
| 16   | 偷看了…   | 佐藤勝一        | しまづ聡行 | 雄谷将仁         | 石井祐美子 増谷三郎                 | 藤井昌宏          |
| 17   | 決定了…   | 瀧晃一          | 長井龍雪   | 長井龍雪         | 梶谷光春                            | 新田靖成          |
| 18   | 設下了…   | 白根秀樹        | 大畑清隆   | 木村真一郎       | 大木良一                            | 藤井昌宏          |
| 19   | 回來了…   | 佐藤勝一        | 伊藤真朱   | 伊藤真朱         | 藤井昌宏 西尾公伯 梶谷光春 大木良一 | 新田靖成          |
| 20   | 送到了…   | 上江洲誠        | 土屋日     | 土屋日           | 南伸一郎                            | 新田靖成          |
| 21   | 被照亮了… | 白根秀樹        | 柳伸亮     | 柳伸亮           | 大河原晴男                          | 新田靖成          |
| 22   | 守住了…   | 佐藤勝一        | 鎌仲史陽   | 鎌仲史陽         | 日高真由美                          | 藤井昌宏          |
| 23   | 被看到了… | 瀧晃一          | 長井龍雪   | 長井龍雪         | 小澤郁                              | 新田靖成          |
| 24   | 結束了…   | 瀧晃一          | 木村真一郎 | 木村真一郎       | 大木良一                            | 藤井昌宏          |

## 外部連結
- 爱的魔法 （页面存档备份，存于） 小說及漫畫官方網站（日語）